# Муравьи-фуражиры

Муравей-фуражир

Муравьи-фуражиры (кратко фуражиры) — муравьи, специализирующиеся на доставке добычи в муравейник.
Муравьи-фуражиры составляют около 10 % колонии. Они собирают пищу, чтобы накормить своих остальных муравьев. У них есть специальный орган, расположенный выше их основного желудка. Пища, собранная муравьем-фуражиром, может быть либо перенесена в главный желудок для переваривания, либо срыгнута из и передана другим муравьям посредством своего рода процесса «изо рта в рот», известного как трофаллаксис.
Основные типы муравьёв-фуражиров:
- фуражиры активные — муравьи, ведущие самостоятельный поиск добычи и мобилизующие на неё пассивных фуражиров;
- фуражиры пассивные — муравьи, не способные к самостоятельному поиску: мобилизуются на добычу активными фуражирами.
- фуражиры пассивные с закреплёнными функциями.